# Falco (serie televisiva)
Falco (o anche Ispettore Falco) è una serie televisiva poliziesca francese, ideata da Clothide Janin (trasmessa dal 20 giugno 2013 su TF1), e basata  dall'omologa serie tedesca Last Cop - L'ultimo sbirro (questa trasmessa in Italia da Rai 1).
In Italia, i primi 22 episodi della serie sono stati trasmessi su Premium Crime dal 29 gennaio 2015 e in chiaro su Canale 5 a partire dall'11 maggio 2015.  Anche la seconda stagione è trasmessa da Canale 5 a partire da lunedì 6 luglio 2015.
TF1 ha annunciato la produzione di una quarta stagione ed ultima stagione di dieci episodi, con messa in onda nel 2016..

## Descrizione
Nel 1991 l'ispettore Alexandre Falco, durante un'operazione di polizia, viene colpito alla testa da un proiettile ed entra in uno stato di coma, da cui uscirà solo nel 2013, dopo ventidue anni. Al risveglio, trova che la moglie ha un altro compagno, in più deve ricostruire da zero il rapporto con la figlia Pauline, ormai adulta, per la quale è praticamente uno sconosciuto.
Ripresosi, torna ad operare nella polizia, dove ritrova come commissario il collega Menard, che era con lui durante l'operazione in cui rimase ferito, e soprattutto deve imparare a fare i conti con metodi di lavoro totalmente nuovi.

## Personaggi e interpreti della serie
- Sagamore Stévenin Tenente di polizia Alexandre Falco, protagonista (stagione 1-3),doppiato da Vittorio Guerrieri.
- Clément Manuel Tenente di polizia Romain Chevalier (stagione 1-4),doppiato da Emiliano Contorti.
- Mathilde Lebrequier Carole Sarda~Falco, moglie di Alexandre (stagione 1-3)
- Marie Béraud Pauline Falco, figlia di Alexandre (stagione 1-3)
- Frank Monsigny Dottor Philippe Cheron, compagno di Carole (stagione 1-4)
- Alexia Barlier Brigadiere Éva Blum (stagione 1-4),doppiata da Domitilla D'Amico.
- Arno Chevrier Commissario Jean Paul Menard (stagione 1-2),doppiato da Rodolfo Bianchi.
- Saïda Jawad Dottoressa Sonia Vasseur (stagione 1),doppiata da Tiziana Avarista.
- Lilly-Fleur Pointeaux  Joy Chevalier, moglie di Romain (stagione 2-4)
- Anne Caillon Commissario Cécile Perriggi (stagione 2-4)
- Magalie Mignac Laure Spitzer (stagione 2-4)
- Romane Portail Éléonore, figlia di Jean-Paul Ménard (stagione 2-4)
- Gianni Giardinelli : Cédric compagno di Éleonore (stagione 3)

## Episodi

### Prima stagione (2013)
| nº | Titolo originale         | Titolo italiano              | Prima TV Francia | Prima TV Italia  | Prima TV Canale 5 |
| -- | ------------------------ | ---------------------------- | ---------------- | ---------------- | ----------------- |
| 1  | Le Réveil                | Il risveglio                 | 20 giugno 2013   | 29 gennaio 2015  | 11 maggio 2015    |
| 2  | Un Nouveau Départ        | Ricominciare                 | 20 giugno 2013   | 5 febbraio 2015  | 18 maggio 2015    |
| 3  | Zones d'ombre            | Zone d'ombra                 | 27 giugno 2013   | 12 febbraio 2015 | 25 maggio 2015    |
| 4  | Rencontres assassines    | Incontri assassini           | 27 giugno 2013   | 19 febbraio 2015 | 1 giugno 2015     |
| 5  | Le Petit Chaperon rouge  | Cappuccetto Rosso            | 4 luglio 2013    | 26 febbraio 2015 | 15 giugno 2015    |
| 6  | Tête à tête avec la mort | Faccia a faccia con la morte | 4 luglio 2013    | 5 marzo 2015     | 29 giugno 2015    |

### Seconda stagione (2014)
| nº | Titolo originale    | Titolo italiano     | Prima TV Francia | Prima TV Italia | Prima TV Canale 5 |
| -- | ------------------- | ------------------- | ---------------- | --------------- | ----------------- |
| 1  | Comme des frères    | Come fratelli       | 15 maggio 2014   | 12 marzo 2015   | 6 luglio 2015     |
| 2  | La mort dans l'âme  | La morte nell'anima | 15 maggio 2014   | 19 marzo 2015   | 13 luglio 2015    |
| 3  | Au clair de la lune | Al chiaro di luna   | 22 maggio 2014   | 26 marzo 2015   | 20 luglio 2015    |
| 4  | Dans la peau        | Sete di vendetta    | 22 maggio 2014   | 2 aprile 2015   | 27 luglio 2015    |
| 5  | Samaël              | La morte addosso    | 29 maggio 2014   | 9 aprile 2015   | 3 agosto 2015     |
| 6  | Artifices           | Fuochi d'artificio  | 29 maggio 2014   | 16 aprile 2015  | 10 agosto 2015    |

### Terza stagione (2015)
| nº | Titolo originale   | Titolo italiano    | Prima TV Francia | Prima TV Italia |
| -- | ------------------ | ------------------ | ---------------- | --------------- |
| 1  | Chaos (partie 1/2) | Caos (1' parte)    | 2 aprile 2015    |                 |
| 2  | Chaos (partie 2/2) | Caos (2' parte)    | 2 aprile 2015    |                 |
| 3  | À la folie         | Alla follia        | 9 aprile 2015    |                 |
| 4  | À l'état brut      | Grezzo             | 9 aprile 2015    |                 |
| 5  | Sans pitié         | Spietato           | 16 aprile 2015   |                 |
| 6  | Sacrifices         | Sacrifici          | 16 aprile 2015   |                 |
| 7  | Sous les cendres   | Sotto le ceneri    | 23 aprile 2015   |                 |
| 8  | Vox populi         | La voce del popolo | 23 aprile 2015   |                 |
| 9  | Intoxications      | Avvelenamento      | 30 aprile 2015   |                 |
| 10 | Babylone           | Babilonia          | 30 aprile 2015   |                 |

### Quarta ed ultima stagione (2016)
| n° | Titolo originale          | Titolo italiano | Prima TV Francia | Prima TV Italia |
| -- | ------------------------- | --------------- | ---------------- | --------------- |
| 1  | Double peine (partie 1/2) |                 | 7 aprile 2016    |                 |
| 2  | Double peine (partie 2/2) |                 | 7 aprile 2016    |                 |
| 3  | Asphyxie                  |                 | 14 aprile 2016   |                 |
| 4  | Dernière danse            |                 | 14 aprile 2016   |                 |
| 5  | Loin des yeux             |                 | 21 aprile 2016   |                 |
| 6  | Le Poids du silence       |                 | 21 aprile 2016   |                 |
| 7  | Faux-semblants            |                 | 28 aprile 2016   |                 |
| 8  | Parabellum                |                 | 28 aprile 2016   |                 |

## DVD
- In Francia
- Stagione 1: 7 agosto 2013
- Stagione 2: 25 giugno 2014
- Stagione 3: 17 giugno 2015[5]
- In Italia: